# فران رودريغيز
فران رودريغيز (بالإسبانية: Fran Rodríguez)‏ هو لاعب كرة قدم إسباني، ولد في 8 فبراير 1990 في ألكالا دي إيناريس في إسبانيا. لعب مع أتلتيكو مدريد ب وأتلتيكو مدريد ونادي ماترسبرغ.

## وصلات خارجية
- فران رودريغيز على موقع قاعدة بيانات كرة القدم.إي يو (الإنجليزية)
- فران رودريغيز على موقع Soccerway.com (الإنجليزية)
- فران رودريغيز على موقع عالم كرة القدم.نت (الإنجليزية)